# Crassula latibracteata
Crassula latibracteata (лат.) — вид суккулентных растений рода Толстянка (Crassula) семейства Толстянковые (Crassulaceae), естественно произрастающий на территории Капской провинции Южно-Африканской Республики.

## Название
Родовое латинское название Crassula происходит от латинского слова crassus, — «толстый», в основном из-за присутствия у растений этого рода сочных листьев.
Видовой латинский эпитет latibracteata происходит от лат. latus — «широкий» и лат. bracteatus — «брактеат» (англ. bracteate).

## Ботаническое описание
Многолетние карликовые кустарники достигают высоты до 0,4 м и часто имеют прямостоячие верхние ветви, а нижние ветви могут быть полегающими и с возрастом лишаться листьев. Листья обратнояйцевидной формы, размером (8-)10-20(-25) x 4-7 мм, округлые, слегка серповидные и иногда повернутые в одну сторону от стебля. Они плоские, с острыми краями, и могут быть покрыты мелким опушением или голые, с зеленым цветом, иногда с красноватыми краями.
Соцветия представлены плотными, почти головчатыми кистями с 1-3 шаровидными дихазиями. Цветонос имеет длину 0,15-0,25 м, частично обнаженный, с прицветниками покрывающих нижнюю часть соцветия. Чашечные доли обычно продолговато-треугольные, с закругленными вершинами, иногда сильно раздутые, окрашенные от зелёного до жёлтовато-зелёного цвета. Цветки трубчатые, беловато-кремовые, сросшиеся у основания на 0,5-0,8 мм, с долговато-обратно-ланцетными лепестками, имеющими эллипсоидальные дорсальные придатки и короткие вздутые вершины внутри. Тычинки с жёлтыми пыльниками. Чешуйки преимущественно продолговато-клиновидные, 0,6-0,8 х 0,4-0,5 мм, усеченные или слегка выемчатые, мясистые, окрашенные в жёлтый цвет. Период цветения обычно приходится на февраль-май (июнь).

## Распространение и экология
Растение распространено в восточной части Капской провинции и ограничено окрестностями Грэхэмстауна. Оно произрастает на нижних склонах и встречается в зарослях Олбани. 
Этот вид внешне напоминает Crassula cultrata, и его часто путают с ним, однако Crassula cultrata характеризуется удлиненным соцветием, лепестками разной формы и отличается временем цветения.

## Таксономия
Crassula latibracteata Toelken, первое упоминание в J. S. African Bot. 41: 107 (1975).

### Синонимы
Гомотипные (основанные на одном и том же номенклатурном типе):
- Globulea latibracteata (Toelken) P.V.Heath